# En canot sur l'Epte
En canot sur l'Epte ou Canoé sur l'Epte, est un tableau peint par Claude Monet en 1890. Il mesure 133 cm de haut sur 145 cm de large. Il est conservé au musée d'Art de São Paulo à São Paulo.

## Tableaux de Claude Monet sur le même thème
| Tableau | Titre                               | Date | Dimensions   | Lieu d’exposition                         |
| ------- | ----------------------------------- | ---- | ------------ | ----------------------------------------- |
|         | Sur le bateau (W1152)               | 1887 | 145 × 133 cm | Musée national de l'art occidental, Tokyo |
|         | En Norvégienne. La barque à Giverny | 1887 | 69 × 80 cm   | Musée d'Orsay, Paris                      |
|         | La Barque                           | 1887 | 146 × 133 cm | Musée Marmottan, Paris                    |